# Kazuhito Yamashita
Kazuhito Yamashita (jap. 山下 和仁, Yamashita Kazuhito; * 25. März 1961 in Nagasaki) ist ein japanischer Konzertgitarrist.

## Leben und Wirken
Er erlernte das Gitarrenspiel von seinem Vater Toru Yamashita. Mit elf Jahren, 1972, gewann er den ersten Preis im Kyūshū-Gitarren-Wettbewerb und 1977 ging er als Sieger aus dem Concours International de Guitare des französischen Rundfunks hervor. 1978 fand das erste jährliche Recital durch ganz Japan statt, von Hokkaidō bis Okinawa. Die erste Überraschung lieferte Kazuhito mit seinem 1981 veröffentlichten Arrangement von dem Werk „Bilder einer Ausstellung“ von Modest Petrowitsch Mussorgski. Diese Bearbeitung und dessen öffentliche Aufführung gilt bis heute als Sensation. 1983 erhielt Kazuhito dafür den Deutschen Schallplattenpreis.
Er studierte bei folgenden Professoren: Kojiro Kobune, José Tomás, Narciso Yepes, Andrés Segovia, Toru Takemitsu.
Kazuhito bearbeitete unter anderem auch die „Ungarische Rhapsodie Nr. 2“ von Franz Liszt und die Symphonie „Aus der Neuen Welt“ von Antonín Dvořák. Seine Bearbeitungen der klassischen Musikliteratur geben bis heute selbst den versiertesten Gitarristen Rätsel auf. Er zählt zu den motorisch begabtesten Gitarristen, was ihn besonders in seiner Heimat bekannt werden ließ. Im Zusammenhang mit seiner Virtuosität wurde behauptet, er „überspiele“ diverse Stücke, sprich, dass er sie unter anderem zu schnell spiele, und verzerre so den gewollten Charakter dieser Stücke.